# 大森理恵
大森 理恵（おおもり りえ、1951年11月15日 - ）は、日本の俳人。本名は大森 理恵子。京都市在住。

## 人物
京都市西陣にて生まれ育つ。実家は織元の（株）おゝもり。UCLA社会学科卒業。長男は俳人の大森健司。
1957年 6歳から、山口青邨の高弟の祖父『夏草』同人から強く俳句の影響を受ける。大野林火 主宰『濱』能村登四郎主宰『沖」同人の両親に勧められ俳句に興味を持つ。6歳で大野林火師の句座に初参加。【ビー玉に海の色ある巴里祭】が大野林火師特選句に選ばれる。
1974年カリフォルニア大学ロサンゼルス校　社会学部教育学科卒業。渡米後帰国し28歳より通訳の仕事と共に俳句作家活動を再開した。俳句結社「河」に所属し、結社賞である河賞、角川春樹賞を受賞。
2000年に俳句現代賞を受賞。2008年句集『ひとりの灯』（2007年、日本一行詩協会）が第1回日本一行詩大賞（日本一行詩協会主催、読売新聞社後援）受賞。選考委員は辻井喬（ 堤清二）、加藤郁乎、福島泰樹。同時に長男の大森健司が新人賞を受賞し、親子のダブル受賞となった。

## 略歴
- 1985年、角川源義 創刊『 河 (俳誌) 』〜 2009年 迄所属。
- 1991年、角川春樹 賞を受賞。
- 1992年、『 河 (俳誌) 』にて新人賞を受賞。
- 1998年『 河 (俳誌) 』賞を受賞。

✳︎ 2000年 に 辺見じゅん との共著『まなざし 』―盲目の俳句・短歌集―（2000年5月15日　メタブレーン発刊）を発行。
- 2000年に第2回【俳句現代賞】受賞[3] [4]

- 2007年 句集『ひとりの灯』日本一行詩協会（2007年9月19日　発刊）（日本一行詩協会主催・読売新聞社 後援）[5]

## 作品リスト
- 大森理恵、辺見じゅん（編）、2000年5月15日『まなざし』メタ・ブレーン。ISBN 4944098308。
- 大森理恵『ひとりの灯』〈日本一行詩叢書 ; 3〉、日本一行詩協会、2007年9月。国立国会図書館書誌ID:000009171150。

## 雑誌連載
- 心の眼で観る（NHK俳壇、2001年4月‐2002年3月）